# Mendigorria
Mendigorria (en espagnol Mendigorría) est une municipalité de la communauté forale de Navarre, dans le Nord de l'Espagne.
Elle est située dans la zone linguistique mixte de la province, dans la comarque de Tafalla. Elle appartient à la mérindade d'Olite et à 29 kilomètres de sa capitale, Pampelune.

## Toponyme
Mendigorria signifie « Montagne (mendi) rouge (gorri) » en basque. Ce nom provient de la couleur de la roche de la région.

## Localités limitrophes
- Puente la Reina-Gares

## Démographie
| Évolution démographique                                     | Évolution démographique | Évolution démographique | Évolution démographique | Évolution démographique | Évolution démographique | Évolution démographique | Évolution démographique | Évolution démographique | Évolution démographique | Évolution démographique |
| 1996                                                        | 1998                    | 1999                    | 2000                    | 2001                    | 2002                    | 2003                    | 2004                    | 2005                    | 2006                    | 2007                    |
| ----------------------------------------------------------- | ----------------------- | ----------------------- | ----------------------- | ----------------------- | ----------------------- | ----------------------- | ----------------------- | ----------------------- | ----------------------- | ----------------------- |
| 901                                                         | 894                     | 884                     | 899                     | 919                     | 937                     | 981                     | 1 013                   | 1 055                   | 1 061                   | 1 036                   |
| Sources: Mendigorría et instituto de estadística de navarra |                         |                         |                         |                         |                         |                         |                         |                         |                         |                         |

## Patrimoine

### Patrimoine civil
- Casa Consistorial (maison de la constitution)
- Maisons avec blasons)
- Place des Fueros
- Pont sur l'Arga

### Patrimoine religieux
- Ermitage de Nuestra Señora de Andión
- Ermita de Santiago
- Église Santa María
- Parroisse San Pedro

## Personnalités
- Santos Alfaro Latasa
- Gregorio Aznárez, commerçant
- José Basarte Borau, militaire
- Tomás Biurrun y Sotil, auteur spécialisé dans les thèmes artistiques et archéologiques
- Andrés Eguaguirre, militaire de la Guerre d'Indépendance
- Fernando Fernández de Córdoba, général libéral et marquis de Mendigorría
- Sebastián Goñi, guerrillero de la Guerre d'Indépendance
- Francisco Iruñuela Pérez, avocat navarrais du XVIIIe siècle
- Rafael Manero Francés, musicien
- Juan de Peralta
- Juan Francisco Romeo Peralta
- Félix Ugalde Irurzun, religieux
- Pio Lasterra (1886-1955)

### Sources
- (es) Cet article est partiellement ou en totalité issu de l’article de Wikipédia en espagnol intitulé « Mendigorría » (voir la liste des auteurs).